# 천연물화학
천연물화학(natural product chemistry)은  자연에 존재하는 여러 생물로부터 인간에 도움이 되는 다양한 물질을 분리하고, 화학적 구조를 규명하는 학문이다.

## 같이 보기
- 천연물